# Acórdão Van Gend & Loos c. Administração Fiscal Neerlandesa
O acórdão Van Gend en Loos v. Administração Fiscal Neerlandesa (1963), respeitante ao processo 26/62, foi a decisão proferida pelo Tribunal de Justiça das Comunidades Europeias a 5 de fevereiro de 1963. No Acórdão, o Tribunal de Justiça afirmou que o disposto no Tratado Constitutivo da Comunidade Económica Europeia atribuí direitos aos particulares, capazes de por estes serem exercidos perante os tribunais dos estados membros. Esta decisão foi a génese do princípio do efeito direto e permanece um dos mais importantes desenvolvimentos do Direito da União Europeia. 
A decisão proferida nasce da disputa entre a sociedade comercial neerlandesa de distribuição Van Gend en Loos e a Administração Fiscal deste país, levantada perante o Tariefcomissie Neerlandês (Tribunal  que julga litígios relativamente às taxas dos direitos de importação). A disputa incidiu sobre um aumento das taxas aduaneiras que afetava os produtos importados da Republica Federal da Alemanha, pela sociedade Van Gend en Loos. O Tribuna de Justiça decidiu que este aumento violava o disposto no tratado que obrigava os estados membros a reduzirem progressivamente as taxas aduaneiras entre si e decidiu que, além dos estados membros perante o Tribunal de Justiça, também aos particulares era lícito agir contra esta violação perante os tribunais dos estados membros.

## Resumo dos Factos
A Bélgica, os Países Baixos e o Luxemburgo (países que à data já integravam a organização intergovernamental de cariz económica denominada Benelux) fizeram um acordo que alterava a classificação dos produtos na pauta aduaneira, do qual resultou um aumento no valor das taxas aduaneiras. A sociedade comercial “Van Gend en Loos”, holandesa, importava produtos químicos da República Federal da Alemanha, tendo de pagar taxas aduaneiras no valor de 3%. Com esta alteração, os direitos aduaneiros devidos passaram para 8%, que levou a sociedade “Van Gend en Loos” a recorrer para o “Tariefcommissie” (tribunal que fazia parte da organização judicial holandesa e que julgava litígios relativamente às taxas dos direitos de importação), invocando que esta alteração violava o artigo 12º do Tratado CEE, segundo o qual: “Os Estados-membros abstêm-se de introduzir entre si novos direitos aduaneiros de importação e exportação ou taxas de efeito equivalente, e de aumentar aqueles que estão a ser aplicados nas suas relações comerciais mútuas”. 
Se a invocação deste argumento já foi extraordinário, mais surpreendente foi a reação do próprio tribunal que suspendeu o processo e colocou ao Tribunal de Justiça (órgão judiciário da CEE previsto nos artigos 164º e seguintes do Tratado CEE), e não a um tribunal nacional, uma questão relativa ao efeito direto das normas do Tratado CEE. Ou seja, o Tariefcommissie questionou o efeito direto de uma norma constante de um tratado internacional não à luz das normas constitucionais da ordem jurídica em causa, mas antes à luz das próprias normas comunitárias – ao arrepio da lógica clássica assente na visão soberana dos Estados.

## Decisão do Tribunal de Justiça
Questão da competência do Tribunal de Justiça
Em primeiro lugar, o Tribunal considerou que esta questão não era uma questão de aplicação do Tratado CEE que devesse ser resolvida pelo direito constitucional dos Países Baixos. Assim, tratava-se de uma questão de interpretação do Tratado CEE, logo, por força da alínea a) do artifo do Tratado CEE (“La Cour de Juetice est competente pour statuer, à titre préjudicie, a) sus l’interpretátion du présent Traité”), o Tribunal de Justiça era competente para se pronunciar sobre a questão. Em concreto, disse o Tribunal que estava em causa a interpretação do “alcance do artigo 12º do referido Tratado, no âmbito do direito comunitário e sobre o prisma dos seus efeitos em relação aos particulares”.
Questão do mérito
Neste acórdão, o Tribunal de Justiça afirmou que “para saber se as disposições de um tratado internacional têm alcance, é necessário ter em conta o seu espírito, economia e conteúdo”. Nesta linha de pensamento, o Tribunal invocou vários argumentos:
	•	Argumento finalístico:
Partindo de uma interpretação funcional do artigo 12º do Tratado CEE, o Tribunal de Justiça concluiu que o Tratado CEE visa a constituição do mercado comum, o que só é possível se, mais do que gerar obrigações para os Estados-membros, se repercutir na esfera dos particulares aos quais esse mesmo mercado diz diretamente respeito.
	•	Argumento literal retirado do preâmbulo do Tratado:
A confirmá-lo o que se disse antes, o Tribunal de Justiça salientou que o preâmbulo do Tratado CEE se reporta aos “povos da Europa”, deixando clara a referância ab initio a um ideal democrático no processo de construção europeia e a importância de as normas do direito da União Europeia incidirem diretamente sobre a esfera jurídica dos indivíduos.
	•	Argumento literal retirado do art. 177º do Tratado CEE (atual artigo 267º do TFUE):
O Tribunal de Justiça deduziu outro argumento literal do artigo 177.º do Tratado CEE, que prevê o reenvio prejudicial, porquanto este mecanismo pressupõe a possibilidade de os particulares invocarem o direito comunitário (hoje direito da União Europeia) perante os tribunais nacionais. Como consequência, “o Tribunal atribui a si mesmo o papel de guardião desse direito [direito da União Europeia] e aos tribunais nacionais o de colaboradores essenciais na sua aplicação” (PAIS, Sofia Oliveira, Princípios fundamentais de direito da União Europeia, p. 18).
	•	Argumento retirado da ideia de constituição de uma “nova ordem jurídica de direito internacional”:
Por fim, o Tribunal de Justiça  defendeu que “a Comunidade constitui uma nova ordem jurídica de direito internacional, a favor da qual os estados limitaram, ainda que em domínios restritos, os direitos soberanos, e que os sujeitos são não só os estados-membros, mas também os seus nacionais.”
Após uma análise destes argumentos, o Tribunal de Justiça concluiu de forma explícita pela existência de um princípio do efeito direto: “o direito comunitário, independentemente da legislação dos estados-membros, tal como impõe obrigações aos particulares, também lhes atribui direitos que entram na sua esfera jurídica”.
Contudo, de acordo com o Tribunal de Justiça nem todas as normas de direito da União Europeia têm efeito direto. Em primeiro lugar, neste acórdão só se afirmou o efeito direto para os tratados das então Comunidades Europeias. Em segundo lugar, o Tribunal de Justiça definiu como requisitos para que uma norma disponha de efeito direto os seguintes:
a. Que as normas direitos subjetivos aos particulares
Estes direitos podem nascer de atribuição expressa dos tratados ou “como contrapartida de obrigações impostas” aos Estados-membros e às instituições comunitárias.
b. Que as normas sejam claras e precisas
Significa isto que não tem conceitos vagos, ambíguos ou herméticos.
c. Que as normas sejam incondicionais
Significa isto que não existe qualquer opção de discricionariedade por parte dos Estados-membros, pelo que a sua execução não depende de qualquer ato ulterior dos Estados-membros. Na expressão do Tribunal de Justiça.  “esta obrigação não é objecto de qualquer reserva por parte dos estados no sentido de sujeitarem a sua execução a um acto positivo de direito interno”.

## Consequências do acórdão
O acórdão Van Gend en Loos abriu a porta à possibilidade de os particulares poderem valer os seus direitos (nascidos no direito da União Europeia) contra os Estados-membros que não ajam em conformidade com esse mesmo direito. Concretamente, este acórdão estabeleceu a existência do efeito direto vertical (ou seja, existente nas relações entre Estado e particulares) e relativamente às normas de direito originário. O mais extraordinário é o facto de o Tribunal de Justiça ter fundamentado o princípio do efeito direto na própria ordem jurídica europeia, desconsiderando qualquer elemento proveniente das ordens jurídicas nacionais: ou seja, o efeito direto existe e justifica-se por si mesmo.

## O efeito direto na atualidade (com os desenvolvimentos do princípio do efeito direto pela jurisprudência posterior)
A jurisprudência posterior desenvolveu o princípio do efeito direto, nomeadamente clarificando e densificando os seus requisitos, alargando-o a outras normas de direito da União Europeia (regulamentos, decisões, diretivas, acordos internacionais e princípios gerais de direito) e abrangendo a possibilidade de efeito direto horizontal (ou seja, a invocação, perante um tribunal ou outra entidade pública nacional, de uma norma de direito da União Europeia contra outro particular). Estes desenvolvimentos estão contidos, nomeadamente, nos acórdãos Van Duyn contra Home Office, Defrenne contra Sabena, Ministério Público contra Ratti; Comissão contra Bélgica; Comissão contra Alemanha; Inter-Environnement Wallonie ABL contra Région Wallone; Seda Kucukdeveci contra Swedex GmbH & Co. KG; The Queen, ex parte Delena Wells contra secretary of State for Transport, Local Government, Regions; Foster e outras contra British Gas e Fratelli Costanzo contra Comuna de Milão.